# Lajedo
Lajedo est une municipalité brésilienne située dans l'État du Pernambouc.